# 國立成功大學
國立成功大學（簡稱成功大學、成大、NCKU），是一所位於臺南市的公立研究型大學，因紀念曾開墾南臺灣的鄭成功而命名為成功大學。
成大校區包含台南市的校本部、安南校區、歸仁校區、沙崙園區，雲林縣的斗六校區，設有教育組織11個學院及國立成功大學附屬臺南工業高級中等學校（成大南工），設有醫療機構國立成功大學醫學院附設醫院（成大醫院）。

## 學校象徵

### 校名
1947年，時任臺灣省立工學院院長王石安請臺灣省主席魏道明為校命名，並提議「中山」、「中正」等，後考慮的名稱有「延平」、「成功」等與鄭成功等。期間因環境因素，歷經十年仍無定論。最後於1956年，決定改制為臺灣省立成功大學，以「成功」為名以紀念延平郡王鄭成功開臺之功。

### 校訓
國立成功大學的校訓為「窮理致知」。

### 校徽

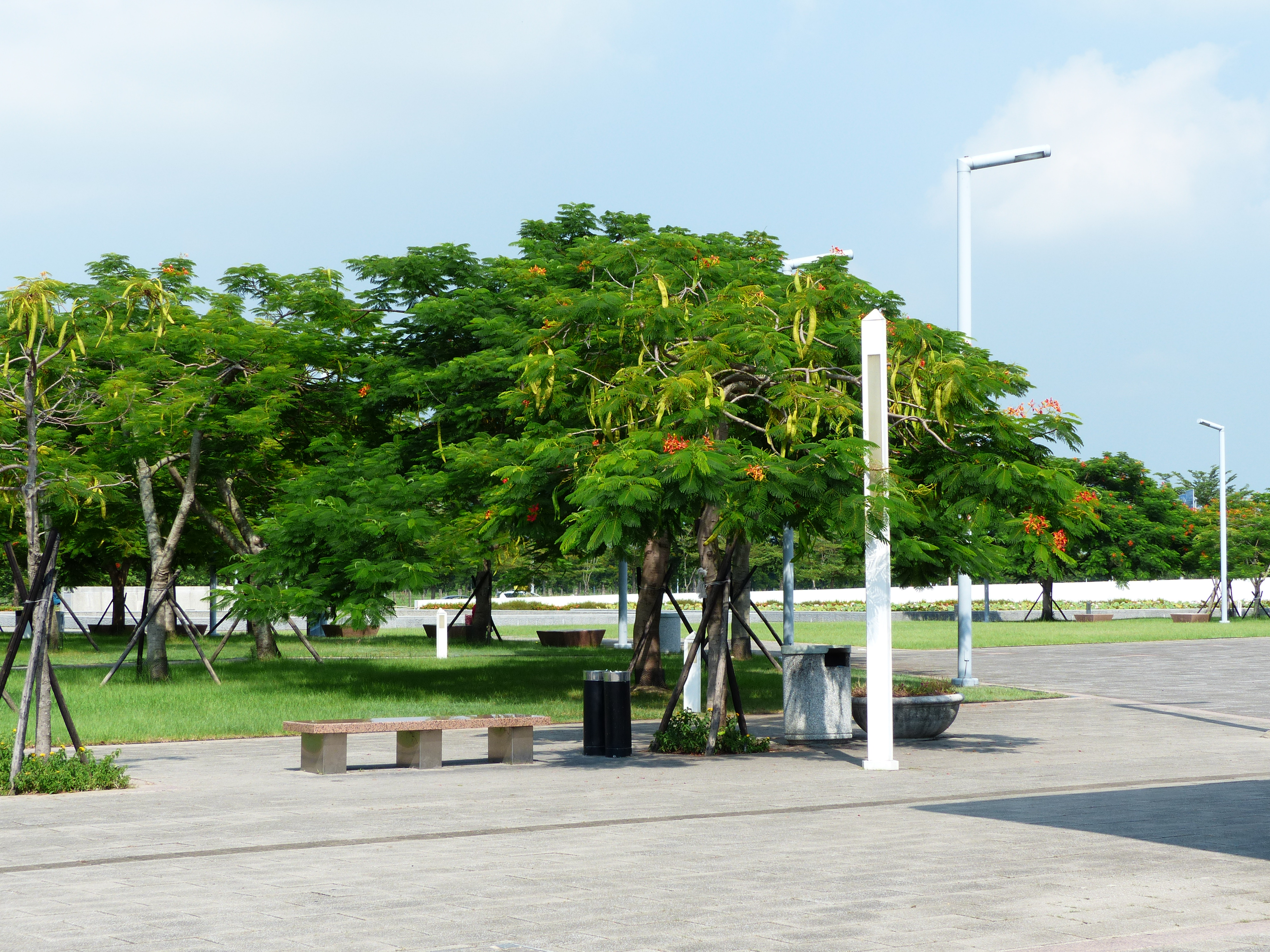
鳳凰樹是臺南市的象徵

成功大學校徽為一朵鳳凰花，周圍給英文校名與創校的1931年所包圍。鳳凰花中間則有一座寫著「成功」兩字的編鐘。鳳凰花代表學校與台南市的聯繫、編鐘代表師鐸、也代表成大人「薪火相傳」與「尊師重道」的精神。

## 校慶
校慶日期是11月11日，活動包含特展、台日交流會、成大校友之夜、頒獎活動、運動會及推出紀念商品。

## 校史
國立成功大學的前身為1931年台灣日治時期創辦的「臺灣總督府臺南高等工業學校」，二戰後國民政府於1946年接收，改制為「臺灣省立臺南工業專科學校」，同年底升格為「臺灣省立工學院」），1971年改制為國立成功大學。

### 沿革年表
| 年份   | 臺灣總督府臺南高等工業學校 沿革 |  |
| ------ | --- |  |
| 1927年 | 臺灣總督評議會第五次會議中，對於如何普及實業教育所採取的方策之問題，決定設置與工業有關之專門學校。 |  |
| 1928年 | 7月，由於此時臺灣已有兩所高等商業學校（臺北高等商業學校及臺北高等商業學校臺南分校），世論強烈表示實在太多，故文教局決定廢掉「臺南高等商業學校」（校址在今永福國小），並新建一所工業專門學校。 |  |
| 1929年 | 臺南州政府贈地52942坪做為校址。 |  |
| 1931年 | 正月於臺南市小東門外創立「臺灣總督府臺南高等工業學校」，校地即現今之成功校區，創校之初設有機械工學科、電氣工學科和應用化學科。 3月16日，與臺北高等商業學校（校址在今臺灣大學徐州路校區）同時舉行入學考試，共409人應考。3月23日，發布錄取通知，第一屆錄取機械工學科25人、電器工學科25人以及應用化學科22人。 |  |
| 1932年 | 10月27日公布成大第一首校歌。 |  |
| 1934年 | 3月16日舉行第一屆畢業典禮，共計60名畢業生，聽眾約五百人。 |  |
| 1940年 | 應用化學科電氣化學組獨立電氣化學科。 |  |
|        | |  |
| 年份   | 臺灣總督府臺南工業專門學校 沿革 |  |
| 1944年 | 更名為「臺南工業專門學校」。機械工學科改稱機械科，電氣工學科改稱電氣科，應用化學科改稱化學工業科。增設土木科及建築科二科。 |  |
| 年份   | 臺灣省立臺南工業專科學校 沿革 |  |
| 1946年 | 2月，國民政府接收後，改稱為「臺灣省立臺南工業專科學校」，地址為「工學路」。 |  |
|        | |  |
| 年份   | 臺灣省立工學院 沿革 |  |
| 1946年 | 升格成「臺灣省立工學院」。 |  |
|        | |  |
| 年份   | 臺灣省立成功大學 沿革 |  |
| 1956年 | 更換校名為「臺灣省立成功大學」。 |  |
| 1966年 | 購入光復校區校地。 |  |
|        | |  |
| 年份   | 國立成功大學 沿革 |  |
| 1971年 | 改為「國立成功大學」，屬國立大學。 |  |
| 1983年 | 增設醫學系。 |  |
| 2001年 | 增設經濟學系。 |  |
| 2002年 | 入選中華民國教育部最初7所重點研究型大學之一。 |  |
| 2003年 | 增設電機資訊學院、規劃與設計學院 、法律學系。 |  |
| 2005年 | 獲得雲林縣斗六校區，並改制為成大醫學院附設醫院斗六分院；增設生物科學與科技學院。 |  |
| 2008年 | 購入歸仁校區北側的臺糖土地。 |  |
| 2011年 | 創立生物醫學工程學系。 |  |
| 2014年 | 創立藥學系。 |  |
| 2015年 | 創立考古學研究所碩士班、科技藝術碩士學位學程、醫學院公共衛生碩士在職專班、生物科技與產業科學系。 |  |
| 2016年 | 創立能源工程國際博士學位學程、轉譯農業科學博士學位學程、戲劇碩士學位學程、能源工程國際碩士學位學程、生物醫學工程系醫療器材創新國際碩士班、法律學系碩士在職專班、護理學系博士班。生物科技研究所、生物資訊與訊息傳遞研究所、生物科技與產業科學系，                                                           |  |
| 2018年 | 成為中華民國教育部高教深耕計畫中之4所研究型大學之一。 |  |
| 2019年 | 創立牙醫學系。 |  |
| 2020年 | 創立敏求智慧運算學院，為獲得校友吳敏求資助、以資料科學、人工智慧為主的跨領域學院，結合校內多系師資，並於2023年11月正式進駐新落成的旺宏館。 |  |
| 2021年 | 依《國家重點領域產學合作及人才培育創新條例》於自強校區創立智慧半導體及永續製造學院，下設半導體製程學位學程（PSMT）、智慧與永續製造學位學程（PSSM）、晶片設計學位學程（PICD）、半導體封測學位學程（PSPT）、關鍵材料學位學程（KMAT）和半導體高階管理暨研發碩士在職專班（TSMM），並與15間企業產學合作。       |  |
| 2023年 | 創立太空系統工程研究所，結合航太工程與電資通訊等研究能量，朝地面系統、火箭系統以及衛星系統發展；原八大省工之一的國立臺南高工改隸成大，創立國立成功大學附屬臺南工業高級中等學校，並整併原有的成大附工。 |  |
| 2024年 | 醫學院增設公共衛生學系，採全英語授課，並鎖定招生對象為國際學生。 |  |

## 歷任校長
| 任別 | 姓名     | 任期                   | 在職年數  | 備註     |
| ---- | -------- | ---------------------- | --------- | -------- |
| 1    | 若槻道隆 | 1931年1月－1941年8月   | 10年7個月 |          |
| 2    | 佐久間巖 | 1941年8月－1944年3月   | 2年7個月  |          |
| 3    | 末光俊介 | 1944年3月－1944年10月  | 7個月     | 代理校長 |
| 4    | 甲婓三郎 | 1944年10月－1945年10月 | 1年       |          |

| 任別 | 姓名   | 任期                         | 在職年數  | 備註     |
| ---- | ------ | ---------------------------- | --------- | -------- |
| 1    | 王石安 | 1946年2月－1951年8月         | 5年6個月  |          |
| 2    | 葉東滋 | 1951年8月－1952年2月         | 6個月     | 代理校長 |
| 3    | 秦大鈞 | 1952年2月－1957年7月         | 5年5個月  |          |
| 4    | 閻振興 | 1957年8月－1964年12月        | 7年4個月  |          |
| 5    | 羅雲平 | 1965年1月－1971年7月         | 6年6個月  |          |
| 6    | 倪超   | 1971年8月－1978年7月         | 6年11個月 |          |
| 7    | 王唯農 | 1978年8月－1980年7月         | 1年11個月 |          |
| 8    | 夏漢民 | 1980年8月－1988年7月         | 7年11個月 |          |
| 9    | 馬哲儒 | 1988年7月－1994年7月         | 6年       |          |
| 10   | 吳京   | 1994年8月－1996年6月         | 1年10個月 |          |
| 11   | 黃定加 | 1996年6月－1997年2月         | 8個月     | 代理校長 |
| 12   | 翁政義 | 1997年2月1日－2000年5月20日  | 3年4個月  |          |
| 13   | 翁鴻山 | 2000年5月20日－2001年1月31日 | 8個月     | 代理校長 |
| 14   | 高強   | 2001年2月－2007年1月         | 6年       |          |
| 15   | 賴明詔 | 2007年2月－2011年1月         | 4年       |          |
| 16   | 黃煌煇 | 2011年2月－2015年1月         | 4年       |          |
| 17   | 蘇慧貞 | 2015年2月－2023年1月         | 8年       |          |
| 18   | 沈孟儒 | 2023年2月－現任              |           |          |

## 建築

### 古蹟
成大光復校區
國定古蹟包含禮賢樓，屬羅馬式建築，最早由日軍台灣步兵第二聯隊本部持有，後轉移至台灣步兵第二聯隊營區，目前是成大藝術研究所場館；市定古蹟包含小西門城樓，建於1775年，初始名稱為清水門，後於1788年城池改築工程中變更成靖波門，1970年再因道路拓寬工程而移動至成功大學校區內。
成大成功校區
有市定古蹟原臺南高等工業學校校舍，部分已改成成大博物館、格致堂、物理系館，化學系館。
成大力行校區
有市定古蹟原日軍臺南衛戍病院，今臺文系館。

### 歷史建築
- 成大光復校區：歷史文物館

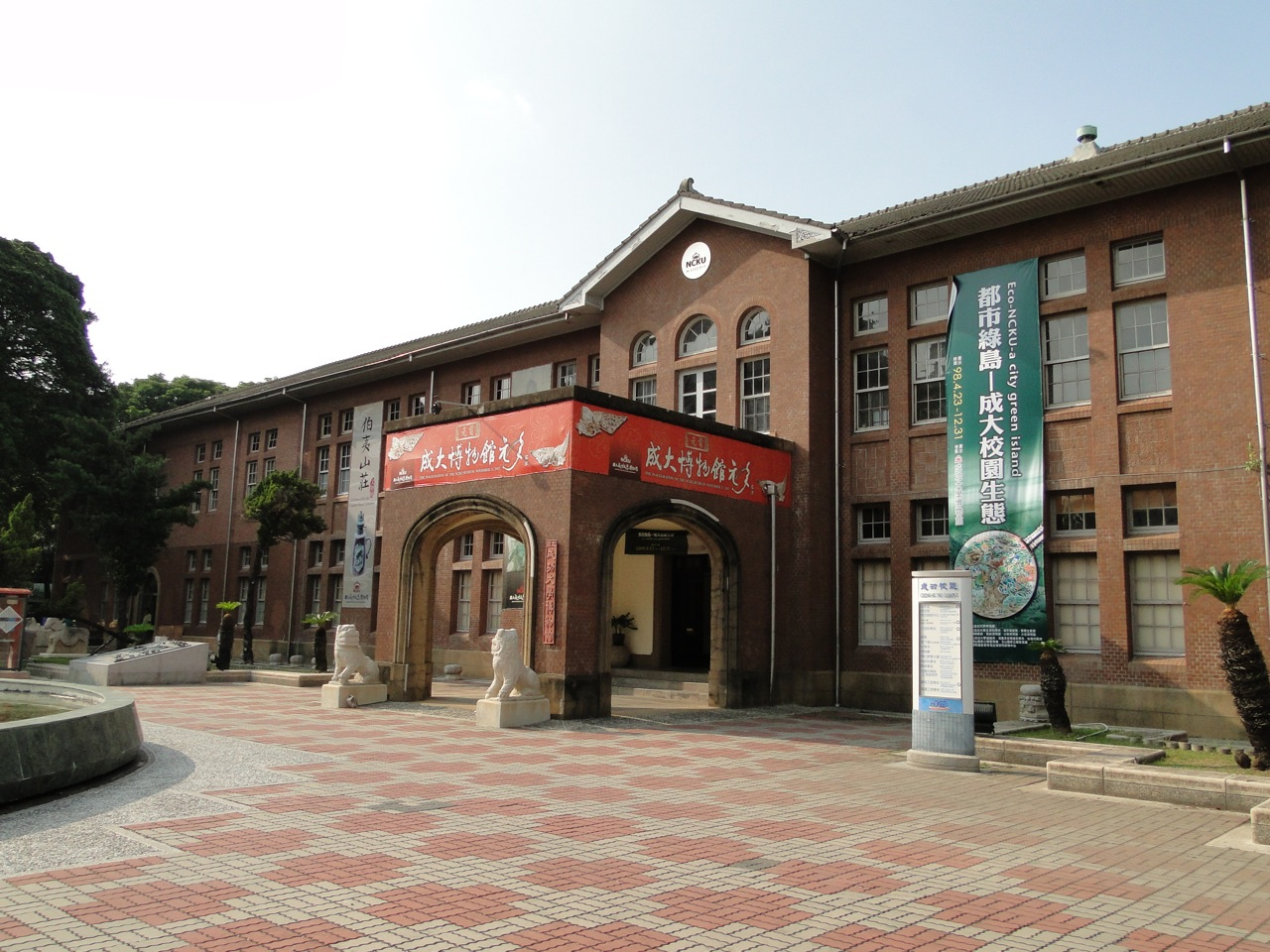
成大博物館

- 成大成功校區：工學大道東側系所館舍、工程科學系中心以及原臺南高等工業學校校長及教師宿舍（新園，現校長宿舍及成大幼稚園）
- 成大勝利校區：舊總圖書館（K館及綜合研究大樓、成大圖書部、成大禮品部）、勝五舍（芸青軒，現第二學生活動中心）及蘇雪林故居。
- 成大力行校區：原日軍臺南衛戍病院西側建築 - 紅樓、被服庫（現成大考古學研究所）、家寶醫學研究室（民間捐建）[30]
- 原成功大學校門
- 成大博物館：於1933年建成，最初用作台南高等工業學校的行政中心，現在則作為博物館使用。這是台灣首座由大學自行投資設立的博物館。該博物館內目前展示了約260件各式各樣的收藏品，包括陶器、石器、雕塑等，展品種類繁多。[31]

### 歷史紋理
德慶溪：為臺南府城舊城區內主要的兩條河流之一，發源於臺南市大學里，約今日自強校區內，並流經勝利校區勝一舍後方，目前部分河床改建為機車停車場。

## 學生活動

### 學生會
國立成功大學學生會（National Cheng Kung University Student Union, NCKUSU），為代表全校學生的學生自治組織，對外代表成大全體學生，凡成大的在學學生均為成大學生會當然會員。成大學生會擁有行政、立法、司法三權分立的架構，分別對應「行政部門」、「學生代表大會」、「評議委員會」等機關。行政部門設正副會長，由全校在學學生選出，對外代表學生會。行政部門有秘書部、外務部、新聞部、權益部、財務部、活動部、學術部、公關部、資訊部等部及選舉委員會、研究生協會，各部長由會長提名，經學生代表大會同意後任命。學生代表大會由學生代表組成，學生代表互選產生正副議長，下設秘書處、程序委員會、紀律委員會及各委員會。評議委員會則由評議委員組成，由會長提名經學生代表大會同意後任命，並由委員互相推選產生評議委員會委員長。研究生協會亦為學生會的一部分，以碩博士班學生為會員，另外設有會長、總幹事、政策部門、研究生代表大會等單位。
成功大學學生會
- 行政部門
  - 各部門（秘書部、外務部、新聞部、權益部、財務部、活動部、學術部、公關部、資訊部）
  - 選舉委員會
  - 研究生協會
- 學生代表大會
  - 秘書處
  - 程序委員會
  - 紀律委員會
  - 各委員會
- 評議委員會（委員長）

### 學生社團
成大的社團分成綜合性社團、學藝性社團、康樂性社團、服務性社團、體能性社團、聯誼性社團等六個性質，目前約有100多個社團。社團辦公室設置在光復校區的學生活動中心及勝利校區的芸青軒（2003年由勝利五舍改建）。每個學期初皆會舉辦社團博覽會，讓新生瞭解各社團概況，各社團亦會不定期舉辦各式發表會。

### 其他學生活動

#### 鳳凰樹文學獎
「鳳凰樹文學獎」堪稱國內大學中歷史最悠久、規模最大的學生創作園地，基於鼓勵學生創作風氣，提供學生作品發表及自我肯定的機會，國立成功大學中國文學系與中國文學系系學會，每年定期舉辦鳳凰樹文學獎，目前至今邁入42年歷史，也培育許多知名的文壇作家。

#### 鳳凰劇展
「鳳凰劇展」是由中文系日夜間部八個班級，各自推出一齣劇碼參演，原為每年舉辦，後改為每兩年舉辦一次，屬於中文系的年度盛事，創始於1978年，目前已邁入第22屆。

#### 成大學生論壇
自2005年開始，是一個成大及其學生所共同舉辦的活動，藉由論壇活動提供一個學生和大師交流的平台，活動邀請各校學生與大師接觸對話，校方希望學生在參與論壇的過程中，激盪出創新的思維與火花，增廣同學的視野格局，同時也藉由幕後訪談、對話，及心得分享的過程中，使大師有不同於以往的觀感。

#### 成大單車節
成大單車節院系博覽會，始自2008年。「單車節」之名，來自於為方便移動，全校同學多以單車做為交通工具，在八大校區間以單車通勤的求學生活遂成為本校特色之一，所謂「北有台大杜鵑花節，南有成大單車節」。成大單車節院系博覽會沿襲歷屆單車節為名之傳統，除本名稱最具青春學生意象、能夠激起與高中學子連結外，更期望來訪之高中學子，能夠在活動中以單車遊歷各大校區，了解本校自由的校園風氣、豐沛的學術資源、優美的校地景觀，以及豐富的校園文化。2020年因COVID-19疫情影響，改為線上直播及結合線上平台辦理。2022年則同時辦理線上與實體活動。

#### 大學院校校際吉他音樂邀請賽
簡稱大吉盃，為台灣規模最大的大學院校校際吉他競賽。1998年為首屆，由成大創辦。

## 學院系所
| 學院                     | 系所/學程 |
| ------------------------ | --- |
| 文學院                   | 中國文學系暨研究所 歷史學系暨研究所 外國語文學系暨研究所 藝術研究所 台灣文學系暨研究所 考古學研究所 外語中心 華語中心 戲劇碩士學位學程 |
| 理學院                   | 數學系暨研究所 光電科學與工程學系暨研究所 物理學系暨研究所 地球科學系暨研究所 化學系暨研究所 太空與電漿科學研究所 |
| 社會科學院               | 經濟學系暨研究所 教育研究所 法律學系暨研究所 心理學系暨研究所 政治學系暨政治經濟學碩博士班 |
| 管理學院                 | 工業與資訊管理學系暨研究所 交通管理科學系暨研究所 企業管理學系暨國際企業研究所 統計學系暨研究所 會計學系 財務金融研究所 電信管理研究所 高階管理碩士在職專班 (EMBA) 國際經營管理研究所 (IMBA) 經營管理碩士班 (AMBA) 體育健康與休閒研究所 數據科學研究所 |
| 工學院                   | 海洋科技與事務研究所 機械工程學系暨研究所 化學工程學系暨研究所 資源工程學系暨研究所 材料科學及工程學系暨研究所 土木工程學系暨研究所 水利及海洋工程學系暨研究所 工程科學系暨研究所 系統及船舶機電工程學系暨研究所 航空太空工程學系暨研究所 環境工程學系暨研究所 測量及空間資訊學系暨研究所 生物醫學工程學系暨研究所 奈米科技暨微系統工程研究所 民航研究所 能源國際學士學位學程 尖端材料國際碩士學位學程 自然災害減災及管理國際碩士學位學程 工程管理碩士在職專班 醫療器材創新國際碩士班 太空系統工程研究所 |
| 規劃與設計學院           | 建築學系暨研究所 都市計劃學系暨研究所 工業設計學系暨研究所 創意產業設計研究所 科技藝術碩士學位學程 |
| 電機資訊學院             | 資訊工程學系暨研究所 製造資訊與系統研究所 微電子工程研究所 電腦與通訊工程研究所 醫學資訊研究所 電機工程學系暨研究所 奈米積體電路工程碩博士學位學程 |
| 生物科學與科技學院       | 生命科學系暨研究所 生物科技與產業科學系 熱帶植物科學研究所 |
| 醫學院                   | 醫學系 牙醫學系暨口腔醫學研究所 公共衛生學系 藥學系 生理學研究所 護理學系暨研究所 老年學研究所 物理治療學系暨研究所 臨床醫學研究所 職能治療學系暨研究所 臨床藥學研究所 醫學檢驗生物技術學系暨研究所 行為醫學研究所 公共衛生學科暨公共衛生研究所 分子醫學研究所 工業衛生學科暨環境醫學研究所 基礎醫學研究所 藥理學科暨藥理學研究所 微生物及免疫學研究所 解剖學科暨細胞生物研究所 健康照護科學研究所 生物化學暨分子生物學研究所 藥學生物科技研究所 食品安全衛生暨風險管理研究所                            |
| 智慧半導體及永續製造學院 | 晶片設計學位學程 半導體製程學位學程 半導體封測學位學程 關鍵材料學位學程 智慧與永續製造學位學程 半導體高階管理暨研發碩士在職專班 |
| 敏求智慧運算學院         | 人工智慧機器人碩士學位學程 智慧運算碩士學位學程 智慧運算工程博士學位學程 |
| 全校不分系               | 學士學位學程 |
| 中央研究院合作博士學程   | 多媒體系統與智慧型運算工程 轉譯農業科學 |

## 附屬學校

### 成大南工

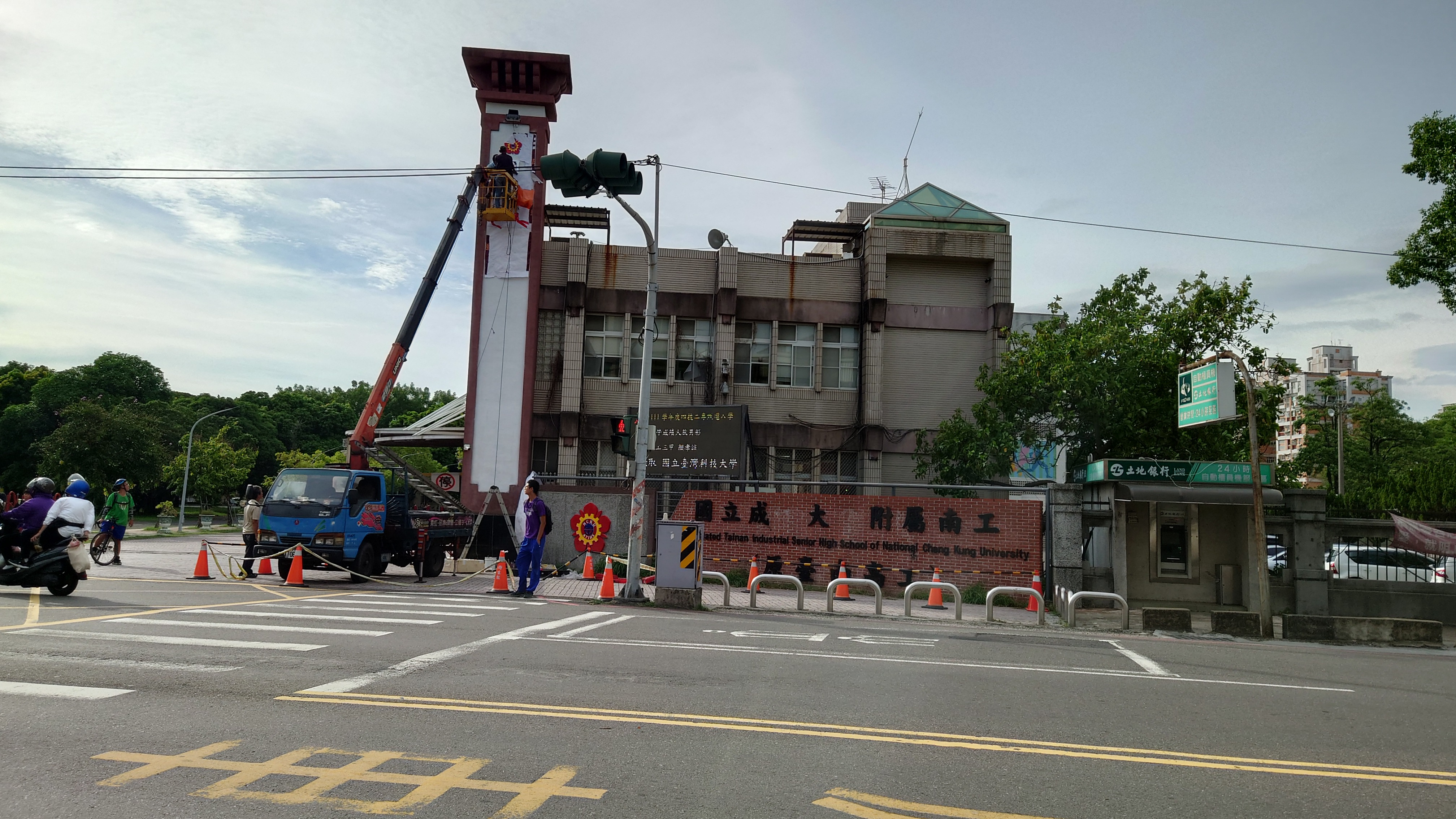
南工改隸成大前夕的校牌更新作業

國立成功大學附屬臺南工業高級中等學校，簡稱成大南工，位於永康區，原為八大省工之一的國立臺南高工。成大於2013年校務會議通過南工改隸案，歷時10年，於2023年正式改隸，並停招原有的成大附工，其中附屬南工學生可以去成大修課；附屬南工教師可與成大教授合作乃至發表論文，成大每年撥用2500萬給附屬南工並協助南工更新設備以及設立實驗班。
除附屬臺南工業高級中等學校外，成大另設有附設非營利幼兒園。

## 論文
成功大學在2022年ESI前1%學科有16個，與2020年數量相等。

## 東南亞大學校長論壇
2003年成大受教育部委託，設立東南亞大學校長論壇，並常設秘書處。

### 受補助方案
- 邁向頂尖大學計畫

### 附設組織
- 國立成功大學附屬臺南工業高級中等學校
- 國立成功大學博物館
- 國立成功大學醫學院附設醫院

### 跨單位共構組織
- 臺灣綜合大學系統

### 議題
- 國立成功大學南榕廣場命名爭議

### 校友
- 國立成功大學校友

### 排名
- 臺灣大專院校排名

## 外部連結
- 臺灣綜合大學系統 （页面存档备份，存于）
- 國立成功大學 （页面存档备份，存于）
- 國立成功大學圖書館 （页面存档备份，存于）
- 國立成功大學計算機與網路中心 （页面存档备份，存于）
- 國立成功大學醫學院附設醫院 （页面存档备份，存于）
- 國立成功大學校友聯絡中心 （页面存档备份，存于）
- 國立成功大學學生會的Facebook專頁
- 國立成功大學國際事務處 （页面存档备份，存于）
- 原臺灣省立成功大學總圖書館文化部文化資產局 （页面存档备份，存于）
- 大專校院校務資訊公開平台 （页面存档备份，存于）